# Угловой размер
Угловой размер (иногда также угол зрения) — это угол между прямыми линиями, соединяющими диаметрально противоположные крайние точки измеряемого (наблюдаемого) объекта и глаз наблюдателя.
Под угловым размером может также пониматься не плоский угол, под которым виден объект, а телесный угол.

## В геометрии
Если отрезок длиной D перпендикулярен линии наблюдения (более того, она является серединным его перпендикуляром) и находится на расстоянии L от наблюдателя, то точная формула для углового размера этого отрезка: {\displaystyle 2\,\operatorname {arctg} {\frac {D}{2L}}}. Если размер тела D мал по сравнению с расстоянием от наблюдателя L, то угловой размер (в радианах) определяется отношением D/L, так как {\displaystyle \operatorname {tg} \alpha \approx \alpha } в приближении малых углов. При удалении тела от наблюдателя (увеличении L), угловой размер тела уменьшается.
Понятие углового размера очень важно в геометрической оптике, и в особенности применительно к органу зрения — глазу. Глаз способен регистрировать именно угловой размер объекта. Его реальный, линейный размер определяется мозгом по оценке расстояния до объекта и из сравнения с другими, уже известными телами.
Согласно геометрии предмет, удалённый от глаза на расстояние, в 57 раз большее его поперечника, должен представляться наблюдателю под углом почти в 1°.

## В астрономии

Сравнение угловых размеров Солнца, Луны и планет. Размеры приведены в угловых минутах (') и секундах (") Иллюстрация приведена не в масштабе: для того, чтобы получить точное представление о размерах, нужно рассматривать это изображение с расстояния, в 102.6 раз превышающего ширину кружка «Moon: max.». Например, если диаметр этого кружка на вашем мониторе составляет 10 см, то смотреть следует с расстояния 10,26 м.

Угловой размер астрономического объекта, видимый с Земли, обычно называется угловым диаметром или видимым диаметром. Вследствие удалённости всех объектов, угловые диаметры планет и звёзд очень малы и измеряются в угловых минутах (′) и секундах(″). Например, средний видимый диаметр Луны равен 31′05″ (вследствие эллиптичности лунной орбиты угловой размер изменяется от 29′20″ до 33′32″), или {\displaystyle \approx 0{,}5^{\circ }.} Средний видимый диаметр Солнца — 31′59″ (изменяется от 31′31″ до 32′36″). Видимые диаметры звёзд чрезвычайно малы и лишь у немногих достигают нескольких сотых долей секунды.